# Ivan Vekić
Ivan Vekić (Poljica Kozička, 1938. október 18. – Eszék, 2014. december 17.) horvát politikus, jogász, író, 1989-ben a Horvát Demokratikus Közösség (HDZ) egyik alapítója. A politikai tevékenység mellett az irodalommal is foglalkozott.

## Élete
1938. október 18-án született Poljica Kozička falu (Vrgorac és Imotski között) Vekići nevű településén. 1941-ben családjával a Drávamentén fekvő, Zrinj (Zrinjpuszta) faluba települt át. Túlélte a bleiburgi halálmenetet, amelyek során legfiatalabb húga, a kétéves Smiljana egészségi komplikációk következtében meghalt. Az új kormány megalakulása után családjával Kravice faluban, egy elűzött német család házába költözött be, ahol bátyjával, Nedjeljkóval kiváló eredménnyel végezték el az általános iskolát, majd az Ivo Lola Ribar Gimnáziumot. Mivel mindkét testvér ösztöndíjat kapott, a zágrábi egyetemen tanultak tovább. Nedjeljko Vekić mezőgazdász diplomát szerzett, és az eszéki Mezőgazdasági Intézetben folytatta munkáját (ahol doktori címet szerzett), Ivan pedig a jogi karon végzett, és úgy döntött, hogy ügyvéd lesz.
A Horvát Demokratikus Közösség egyik alapítója volt. A HDZ választási listáján szereplő jelöltként 1990 és 1992 között országgyűlési képviselőként tevékenykedett. 1991. július 31-től 1992. április 15-ig a Horvát Köztársaság második belügyminisztere volt; elődje Onesin Cvitan, utóda Ivan Jarnjak volt. Professzionális politikai pályafutása befejezése után ügyvédként dolgozott tovább.
A horvátországi háború utáni jugoszláv főparancsnoki megbízatása alatt büntetőfeljelentést tett a Horvát Köztársaság Állami Ügyészségén (DORH) Veljko Kadijević JNA hadseregtábornok ellen horvátországi horvátok és bosnyákok ellen elkövetett háborús bűnök miatt. A népirtással kapcsolatos büntetőfeljelentés egy részére nem érkezett válasz, és a feljelentést sem utasították el.
A HDZ alapításának 23. évfordulóján, 2012. június 18-án a Kukuriku-koalíció kormányára hivatkozva kijelentette: „Horvátország megérdemelt volna egy tisztességes és becsületes kormányt, de ez a mai nem az.”
Az Ivo Sanader vezette HDZ vezetőjével fennálló súlyos nézeteltérés kapcsán lehetősége volt – amint azt Vekić maga mondta – 2004-ben az újságban arról olvasni, hogy már nem tagja annak a pártnak, amelynek 1989-es alapításában részt vett. Írásos határozatot a pártból való kizárásról, mint állítja, soha nem kapott a HDZ-től.
A Horvát Gárda párt egyik alapítója (2010) és elnöke volt.
2014. december 17-én halt meg Eszéken, egy kórházban, 76 éves korában. A temetést 2014. december 19-én tartották Eszék Adolffalva (Višnjevac) külvárosi településén található temetőben. A temetésen a veteránszövetségek, a HDZ képviselői és számos állampolgár vett részt. A legfelsőbb állami tisztviselőkön kívül a horvát média többsége is figyelmen kívül hagyta a temetést. A horvát veteránok tiltakozása közepette a zágrábi Savska 66-ban Josip Klemm ezt mondta: „Különösen szomorú vagyok, mert Ivan Vekić temetésének mai napján is kiderült, hogy még azok a horvát hazafiak, akik részt vettek Horvátország létrehozásában sem tisztelik, mert a kormányból senki sem volt jelen a volt belügyminiszter temetésén.”
Vekić halálának bejelentése után jelent meg a YouTube-on az In Memoriam – Ivan Vekić, 1938 – 2014 című videó, amely a Marinianis TV archívumából Vekić 1991. február 2-án Veliki Rastovacban a Horvát Demokratikus Közösség megalapítása alkalmából elmondott nyilvános beszédét tartalmazza.

## Irodalmi munkássága
2000-ben vonult nyugdíjba, 2004-től pedig egyre komolyabban foglalkozott az irodalommal; „Polje puno krizantema” (Krizantémokkal teli mező) című regénye 2012-ből a negyedik legolvasottabb regény volt Horvátországban abban az évben.
Halála évében jelentette meg a „Peta zapovijed: Roman o Domovinskom ratu” (Ötödik parancsolat: Regény a honvédő háborúról) című regényét. A regényt az „elfelejtett bajtársaknak” ajánlották, az előszót pedig Ivan Tolj írta. A regényt 2014. szeptember 22-én Šibenikben a szeptemberi háború 23. évfordulója alkalmából rendezett megemlékezés keretében mutatták be, a promócióra a Juraj Šižgorić Városi Könyvtár multimédiás termében került sor. Az Ötödik parancsolat című regény második promóciójára 2014. szeptember 26-án került sor Vrgoracon, és az eseményen azért voltak sokan, mert ez volt Vekić szülővárosa. A promóción kijelentette: „A tanult emberek a legnagyobb gyávák Horvátországban, kivéve az egységekben tartózkodó és a honvédő háborúban közreműködő orvosokat”, így bírálta a horvát értelmiség egy részét, akik panaszkodtak, hogy nem fogtak fegyvert, amikor meg kellett védeni az országot. A regény harmadik promócióját 2014. november 17-én tartották Eszéken, a Horvát Honvédség Otthonában. A könyv népszerűsítését a Szerbiai Koncentrációs Táborok Horvátországi Egyesületének eszéki szervezete szervezte. Ez volt Vekić utolsó beszéde a horvát közvéleményhez.
Irodalmi munkásságáról így nyilatkozott: „Bármiről írok és beszélek, csak az igazságomra hagyatkozom, mert csak igaz eseményekről és valós emberekről írok és beszélek.” A könyveimben semmi sem az író fikciója vagy kitalált karakter.”

## Magánélete
Ivan Vekić felesége, Ruža Uršanić volt. Volt egy fia, Vjekoslav Vekić (1964-1990), aki közlekedési balesetben halt meg.

## Művei
- Da se ne zaboravi: zbornik radova Drugog hrvatskog žrtvoslovnog kongresa, Vukovar, 16. i 17. lipnja 2001., Hrvatsko žrtvoslovno društvo, Zagreb, 2002., ISBN 953-97340-4-5
- Koraci u povijest: sjećanja i događaji, Osijek, 2004., ISBN 953-99645-0-4
- Priče "Između četiri zida" (társszerzők: Simo Đamić, Darko Janković, Ante Nazor), Posavska Hrvatska, Publicum; Slavonski Brod, 2008., ISBN 978-953-6357-70-3
- Polje puno krizantema, (roman, 266 stranica), vlastita naklada: Osijek, 2010., ISBN 978-953-99645-3-3[20] (A 2012-es év negyedik legtöbbet olvasott regénye Horvát Írószövetség)
- Peta zapovijed: Roman o Domovinskom ratu, (regény), vlastita naklada: Osijek, 2014., ISBN 978-953-99645-4-0
- Postumno: Brojim do sto! (In memoriam: Ivan Vekić 1938. – 2014.), (szerk: Antonija Vranješ), Matica hrvatska, Ogranak Osijek; magánkiadás: Damir Buljević és Antonija Vranješ, 2016., ISBN 978-953-242-107-1

## Fordítás
Ez a szócikk részben vagy egészben  az   Ivan Vekić című horvát Wikipédia-szócikk ezen változatának fordításán alapul.  Az eredeti cikk szerkesztőit annak laptörténete sorolja fel. Ez a jelzés csupán a megfogalmazás eredetét és a szerzői jogokat jelzi, nem szolgál a cikkben szereplő információk forrásmegjelöléseként.